# Hind al-Husseini
Hind Taher al-Husseini (in arabo هند الحسيني‎?; Gerusalemme, 25 aprile 1916 – Gerusalemme, 13 settembre 1994) è stata un'attivista palestinese, nota per aver salvato 55 orfani sopravvissuti al massacro di Deir Yassin, abbandonati a Gerusalemme.
In seguito ha convertito la residenza del nonno Salim al-Husayni in un orfanotrofio per ospitarli, poi diventata la scuola di istruzione per orfani e altri bambini provenienti da città e villaggi palestinesi Dar Al-Tifel Al-Arabi. Hind al-Husseini si è dedicata anche alle questioni femminili, istituendo un collegio per le donne e prestando servizio nell'Alliance for Arab Women.

## Biografia

### Primi anni
Hind al-Husseini nasce nel'importante famiglia al-Husseini a Gerusalemme, cugina del leader militare palestinese Abd al-Qadir al-Husayni. Era attiva in diverse organizzazioni di assistenza sociale. Negli anni trenta, Hind al-Husseini si unì ai sindacati studenteschi e fu membro della Women's Solidarity Society. Completò i corsi di assistenza sociale ed è stata un'educatrice, diventando direttrice di una scuola femminile di Gerusalemme. Più tardi negli anni quaranta, divenne coordinatrice dell'Alliance for Arab Women.

### Orfanotrofio

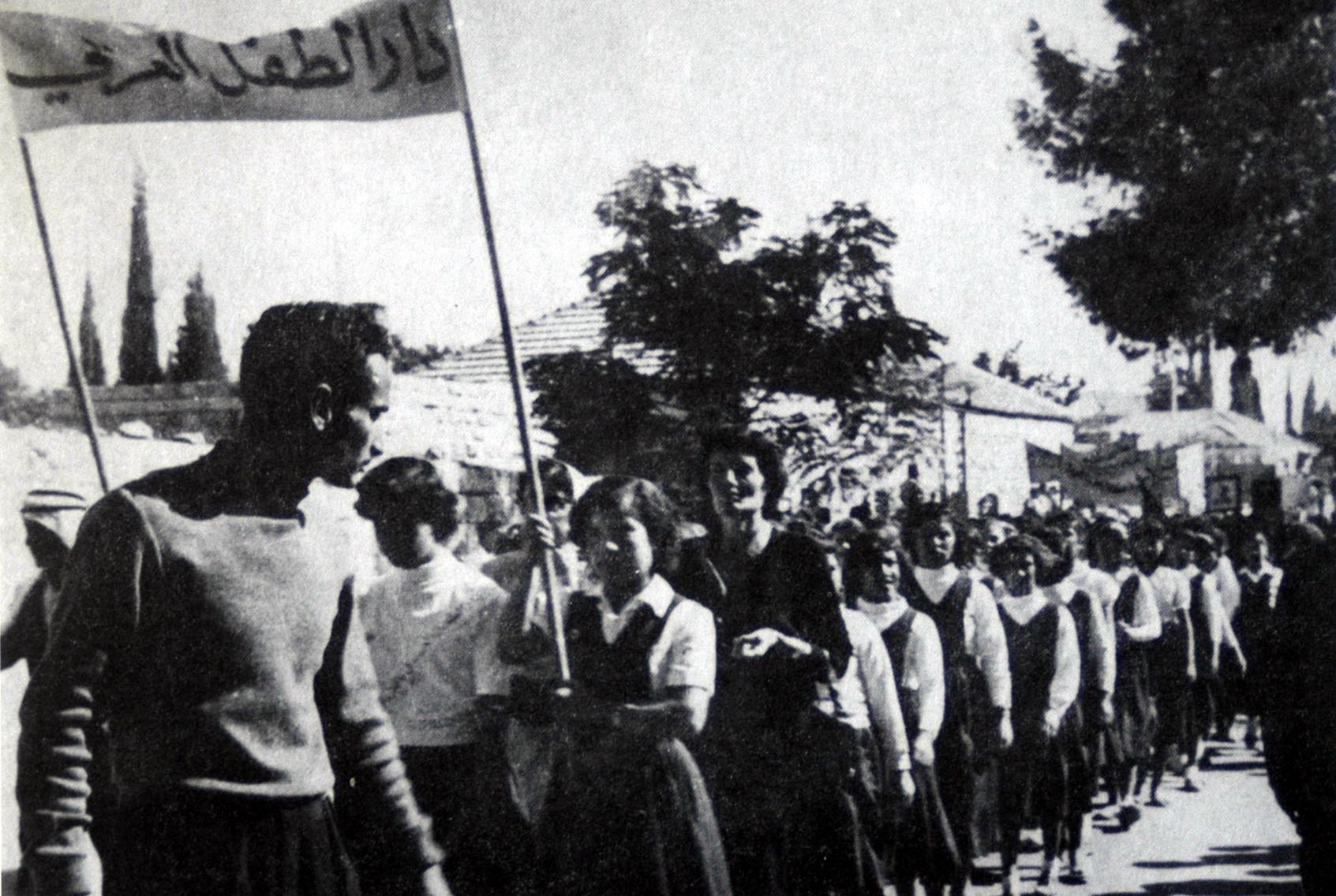
Hind al-Husseini durante una dimostrazione studentesca, Gerusalemme. Lo striscione recita: Dar Al-Tifel Al-Arabi ("Fondazione dei bambini arabi").

Nell'aprile del 1948, vicino alla Basilica del Santo Sepolcro, al-Husseini trovò un gruppo di 55 bambini, sopravvissuti al massacro di Deir Yassin, dove i paramilitari sionisti dell'Irgun avevano ucciso le loro famiglie e demolito le loro case.
Al-Husseini ha fornito rifugio ai bambini in due stanze affittate dalla Social Work Endeavour Society, un'organizzazione benefica per donne guidata da Al-Husseini. Ha visitato ogni giorno, accompagnando e dando da mangiare ai bambini. Temendo che Al-Husseini fosse messa a rischio facendo questi viaggi in una zona di guerra, il capo del convento di Sahyoun la convinse a portare i bambini nel convento. Poco dopo, le stanze furono colpite.
Dopo il cessate il fuoco Al-Husseini trasferì i bambini dal convento alla dimora del nonno. La dimora, costruita da suo nonno nel 1891 e sua casa natale, fu ribattezzata Dar Al-Tifel Al-Arabi (in arabo مؤسسة دار الطفل العربي‎?, "Fondazione dei bambini arabi"). Al-Husseini trasformò la dimora in un orfanotrofio che ospitava i bambini sopravvissuti al massacro, ricevendo fondi da tutto il mondo. L'orfanotrofio crebbe e orfani di diversi villaggi e città ricevettero l'istruzione presso l'orfanotrofio, tra cui anche due ragazze ebree che non erano accettate in altre scuole.
Ad eccezione del livello prescolastico, dell'asilo e degli studenti di età inferiore ai 6 anni, la scuola divenne una scuola per sole ragazze nel 1967. Il corpo studentesco era composto da 300 orfani nel 1995 ma presto diminuì della metà dopo che i collegamenti tra Gerusalemme e la Striscia di Gaza furono interrotti e gli orfani di Gaza dovettero tornare presso le proprie famiglie. Il numero di orfani diminuiva di anno in anno. A metà del 2008, dei 2 000 studenti, solo 35 erano orfani.
Impegnata nell'educazione delle donne, al-Husseini ha creato l'Hind al-Husseini College for Women nel 1982.

## Citazioni e omaggi
- Nel 2010 è stato distribuito il film biografico Miral, diretto da Julian Schnabel, dove Hind al-Husseini viene interpretata dall'attrice Hiam Abbass ha. Il lungometraggio racconta la vita e il lavoro di Hind al-Husseini, in gran parte attraverso la prospettiva dell'orfano del titolo, Miral (Freida Pinto), modellato sulla vita dell'autrice Rula Jebreal, già studente del collegio, che considera Al-Husseini come sua maestra di vita.